# Yellow Cup 2024
Yellow Cup Ⅼ (2024) wurde der 50. Yellow Cup, ein Handball-Wettbewerb, genannt.

## Modus
In dieser Austragung spielten vier Mannschaften im Modus «Jeder gegen jeden» mit je einem Spiel um den Cup. Bei Punktgleichheit entschied die bessere Tordifferenz, danach die Zahl der geschossenen Tore.

## Resultate

### Rangliste
| Pl.                                       | Land                    | Sp. | S | U | N | Tore     | Diff. | Punkte |
| ----------------------------------------- | ----------------------- | --- | - | - | - | -------- | ----- | ------ |
| 1.                                        | Schweiz                 | 3   | 3 | 0 | 0 | 0111:790 | +32   | 6      |
| 2.                                        | Rumänien                | 3   | 2 | 0 | 1 | 090:790  | +11   | 4      |
| 3.                                        | Argentinien             | 3   | 1 | 0 | 2 | 082:880  | −6    | 2      |
| 4.                                        | Bosnien und Herzegowina | 3   | 0 | 0 | 3 | 063:1000 | −37   | 0      |
| Quelle: Yellow Cup, Stand: 6. Januar 2024 |                         |     |   |   |   |          |       |        |

### Spiele
| 4. Januar 2024 18:00 Uhr | Schweiz                  | 37:31        | Rumänien                | WIN4 Arena Zuschauer: 1368 Schiedsrichter: Müller & Schaad |
| 4. Januar 2024 18:00 Uhr | meiste Tore: Schmid (10) | (15:11)      | meiste Tore: Tărîță (5) | WIN4 Arena Zuschauer: 1368 Schiedsrichter: Müller & Schaad |
| 4. Januar 2024 18:00 Uhr | Strafen: 1×              | Spielbericht | Strafen: 2× 3×          | WIN4 Arena Zuschauer: 1368 Schiedsrichter: Müller & Schaad |

| 4. Januar 2024 20:30 Uhr | Argentinien               | 32:23        | Bosnien und Herzegowina           | WIN4 Arena Zuschauer: 1368 |
| 4. Januar 2024 20:30 Uhr | meiste Tore: Lombardi (6) | (15:14)      | meiste Tore: Panić & Perić (Je 4) | WIN4 Arena Zuschauer: 1368 |
| 4. Januar 2024 20:30 Uhr | Strafen: 1× 2×            | Spielbericht | Strafen: 1×                       | WIN4 Arena Zuschauer: 1368 |

| 5. Januar 2024 17:45 Uhr | Rumänien                    | 30:23        | Argentinien                                    | WIN4 Arena Zuschauer: 914 |
| 5. Januar 2024 17:45 Uhr | meiste Tore: 3 Spieler je 4 | (15:11)      | meiste Tore: Lombardi & Cangiani Besada (Je 5) | WIN4 Arena Zuschauer: 914 |
| 5. Januar 2024 17:45 Uhr | Strafen: 1×                 | Spielbericht | Strafen: 1× 2× 1×                              | WIN4 Arena Zuschauer: 914 |

| 5. Januar 2024 20:15 Uhr | Schweiz                     | 39:21        | Bosnien und Herzegowina | WIN4 Arena Zuschauer: 1895 Schiedsrichter: Müller & Schaad |
| 5. Januar 2024 20:15 Uhr | meiste Tore: S. Zehnder (7) | (18:14)      | meiste Tore: Panić (10) | WIN4 Arena Zuschauer: 1895 Schiedsrichter: Müller & Schaad |
| 5. Januar 2024 20:15 Uhr | Strafen: 1×                 | Spielbericht | Strafen: 4×             | WIN4 Arena Zuschauer: 1895 Schiedsrichter: Müller & Schaad |

| 6. Januar 2024 14:00 Uhr | Bosnien und Herzegowina   | 19:29        | Rumänien                | WIN4 Arena Zuschauer: 1500 |
| 6. Januar 2024 14:00 Uhr | meiste Tore: Knežević (4) | (6:10)       | meiste Tore: Tărîță (5) | WIN4 Arena Zuschauer: 1500 |
| 6. Januar 2024 14:00 Uhr | Strafen: 1× 4×            | Spielbericht | Strafen: 1× 2×          | WIN4 Arena Zuschauer: 1500 |

| 6. Januar 2024 18:00 Uhr | Schweiz                      | 35:27        | Argentinien             | WIN4 Arena Zuschauer: 1950 Schiedsrichter: Müller & Schaad |
| 6. Januar 2024 18:00 Uhr | meiste Tore: M. Zehnder (14) | (16:13)      | meiste Tore: Moyano (5) | WIN4 Arena Zuschauer: 1950 Schiedsrichter: Müller & Schaad |
| 6. Januar 2024 18:00 Uhr | Strafen: 3×                  | Spielbericht | Strafen: 3×             | WIN4 Arena Zuschauer: 1950 Schiedsrichter: Müller & Schaad |

Jonas Schelker riss sich das linke Kreuzband beim Spiel gegen Argentinien.

## Torschützenliste
Bei gleicher Anzahl von Treffern sind die Spieler alphabetisch geordnet.
| Pl. | Spieler                   | Land                    | Tore |
| --- | ------------------------- | ----------------------- | ---- |
| 1.  | Manuel Zehnder            | Schweiz                 | 26   |
| 2.  | Andy Schmid               | Schweiz                 | 15   |
| 3.  | Marko Panić               | Bosnien und Herzegowina | 14   |
| 3.  | Alexandru Tărîță          | Rumänien                | 14   |
| 5.  | Francisco Andres Lombardi | Argentinien             | 13   |

Quelle: Yellow Cup

## Women’s EHF Euro Promotion Game
Aufgrund des 50. Jubiläums des Yellow Cups und weil die Handball-Europameisterschaft der Frauen 2024 unter anderem in der Schweiz stattfand, fand ein Freundschaftsspiel zwischen der ersten Frauenmannschaft von Yellow Winterthur und ausgewählten Spielerinnen der SPAR Premium League 1 statt. Das Freundschaftsspiel wies drei wesentliche Unterschiede zu einem normalen Handballspiel auf: 1. Das Spiel dauerte 2 × 15 min anstelle von 2 × 30 min. 2. Um das Anspiel wurde ein Torwandschiessen veranstaltet anstelle eines Münzwurfs. 3. Flieger- und Torhüterinnentore zählten während des Spiels dreifach.
| 6. Januar 2024 16:00 Uhr | Yellow Winterthur | 24:22 | SPL Selection | WIN4 Arena |
| 6. Januar 2024 16:00 Uhr |                   |       |               | WIN4 Arena |
| 6. Januar 2024 16:00 Uhr |                   |       |               | WIN4 Arena |